# Matthieu Louis-Jean
Matthieu Louis-Jean (Mont-Saint-Aignan, 22 febbraio 1976) è un ex calciatore francese, di ruolo difensore.

## Carriera
Terzino destro, vanta 88 presenze in Ligue 1 e 16 incontri di Premier League.